# Leptotarsus (Macromastix) pseudotortilis
Leptotarsus (Macromastix) pseudotortilis is een tweevleugelige uit de familie langpootmuggen (Tipulidae). De soort komt voor in het Australaziatisch gebied.